# Robert Lewandowski (koszykarz)
Robert Lewandowski (ur. 17 sierpnia 1989 w Omaha) – amerykański koszykarz polskiego pochodzenia występujący na pozycji środkowego. W sezonie 2012/2013, jako zawodnik Turowa Zgorzelec, zdobył srebrny medal koszykarskich mistrzostw Polski.
Lewandowski w szkole średniej występował w drużynie Blue Valley West Jaguars, reprezentującej szkołę Blue Valley West High School. W jej barwach dwukrotnie został wybrany do grona najlepszych koszykarzy szkół średnich stanu Nebraska. Następnie Lewandowski został zawodnikiem drużyny Texas Tech Red Raiders, występującej w rozgrywkach dywizji I NCAA. W zespole tym w ciągu 4 sezonów wystąpił w 126 meczach, zdobywając w sumie 756 punktów, 448 zbiórek, 101 bloków i 98 asyst.
Latem 2012 roku Lewandowski podpisał profesjonalny kontrakt z występującą w rozgrywkach Polskiej Ligi Koszykówki drużyną Turowa Zgorzelec. Do grudnia tego samego roku wystąpił jednak tylko w 6 meczach ligowych, zdobywając w nich w sumie 4 punkty i tyle samo zbiórek. W związku z tym został wypożyczony do grającej w czeskiej lidze drużyny BK Sluneta Ústí nad Labem. W zespole tym Robert Lewandowski rozegrał 21 spotkań ligowych, zdobywając średnio 14 punktów i 6 zbiórek na mecz. W kwietniu 2013 roku Lewandowski powrócił do Turowa Zgorzelec. W sumie w drużynie ze Zgorzelca w sezonie 2012/2013 Lewandowski rozegrał 12 meczów ligowych, zdobywając w nich łącznie 13 punktów i 12 zbiórek. Wraz z drużyną Turowa zdobył także tytuł wicemistrza Polski. W sierpniu 2013 roku Lewandowski podpisał kontrakt z klubem Nürnberger BC, występującym w rozgrywkach niemieckiej ProA (zaplecze Basketball-Bundesligi). W sezonie 2013/2014 w jego barwach rozegrał 19 spotkań ligowych, w których zdobywał przeciętnie 8,8 punktu i 3,6 zbiórki na mecz. Przed sezonem 2014/15 podpisał kontrakt ze Startem Lublin. W barwach tego klubu rozegrał 30 spotkań w Polskiej Lidze Koszykówki, z czego 26 w „pierwszej piątce”. Zdobywał w tym czasie przeciętnie po 7,6 punktu i 4,7 zbiórki na mecz. Po zakończeniu sezonu 2014/2015 podjął decyzję o zakończeniu kariery sportowej i podjął pracę zarobkową w przedsiębiorstwie zajmującym się wydobyciem ropy naftowej.
Robert Lewandowski ma polskie pochodzenie. Jego pradziadek – Michał Lewandowski w 1888 roku wyemigrował z Polski do Stanów Zjednoczonych.

## Statystyki
| Sezon   | Drużyna                   | M  | S5 | MPG  | FG%   | 3P%   | FT%   | RPG | APG | SPG | BPG | PPG  |
| ------- | ------------------------- | -- | -- | ---- | ----- | ----- | ----- | --- | --- | --- | --- | ---- |
| 2008/09 | Texas Tech Red Raiders    | 32 | ?  | ?    | 58,1% | 0%    | 56,4% | 3,7 | 0,7 | 0,3 | 0,7 | 6,6  |
| 2009/10 | Texas Tech Red Raiders    | 32 | ?  | 10,4 | 40,3% | 0%    | 48,4% | 2,0 | 0,4 | 0,3 | 0,7 | 2,3  |
| 2010/11 | Texas Tech Red Raiders    | 31 | ?  | 23,5 | 55,4% | 0%    | 74,0% | 4,8 | 0,9 | 0,3 | 0,9 | 8,5  |
| 2011/12 | Texas Tech Red Raiders    | 31 | ?  | 24,0 | 45,5% | 33,3% | 76,5% | 3,7 | 1,2 | 0,2 | 0,9 | 6,7  |
| 2012/13 | Turów Zgorzelec           | 12 | 0  | 4,2  | 57,1% | 0%    | 50,0% | 1,0 | 0,1 | 0   | 0,3 | 1,1  |
| 2012/13 | BK Sluneta Ústí nad Labem | 21 | ?  | 28   | 56,2% | 50,0% | 70,4% | 6,0 | 1,6 | 0,9 | 0,5 | 14,0 |
| 2013/14 | Nürnberger BC             | 19 | ?  | 16   | 68,2% | 0%    | 81,8% | 3,6 | 1,1 | 0,3 | 0,8 | 8,8  |
| 2014/15 | Start Lublin              | 30 | 26 | 19,8 | 52,2% | 0%    | 82,9% | 4,7 | 1,1 | 0,7 | 0,7 | 7,6  |